# Scuola superiore di agricoltura di Milano
Scuola superiore di agricoltura di Milano è stato un istituto di istruzione superiore attivo tra il 1870 e il 1938 divenuto in seguito la facoltà di Scienze agrarie e alimentari dell'Università degli Studi di Milano.
L'istituto ebbe come suo primo direttore e "maestro" Gaetano Cantoni.

## Le precedenti istituzioniteresiane
Maria Teresa d'Austria dispose con sovrana risoluzione del 14 aprile 1774  che venisse istituito un orto botanico riutilizzando l'orto dell'allora soppresso Collegio dei Gesuiti di Brera. Tale orto botanico venne finalizzato inizialmente all'insegnamento della "botanica officinale" per gli studenti "speziali" e medici. Nello stesso anno per iniziativa del ministro Kaunitz venne aggiunta la denominazione di "Orto Botanico economico" per sottolineare la destinazione anche all'insegnamento dell'agronomia.
Nel 1859 venne istituito l'"R.Istituto Tecnico Superiore", divenuto in seguito il nucleo del futuro Politecnico di Milano, il quale conferiva i diplomi di Ingegnere Agronomico e Meccanico. L'"Orto di Brera" fu definitivamente aggregato al R.Istituto Tecnico Superiore nel 1863, poi R.Scuola 
di Ingegneria di Milano.

## Riconoscimento ufficiale

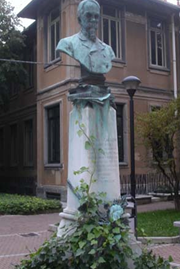
Busto di Gaetano Cantoni originariamente nei locali dell'ex Chiesa di Santa Maria Incoronata e poi all'Università di agraria di Milano dello scultore Ercole Villa

Nel 1870 si ebbe il riconoscimento ufficiale e fu fondata la "Regia scuola superiore di agricoltura di Milano", la prima in Italia. Le cattedre erano: agronomia, economia rurale, idraulica agricola, giurisprudenza agricola, botanica e zoologia.
La sua prima sede fu l'edificio, detto San Luca, dell'ex Collegio militare, che tuttavia nel 1874 fu ridestinato a collegio militare, mentre la scuola di agricoltura passò negli spazi più angusti dell'antico convento dell'Incoronata di via Marsala.
Successe al preside Cantoni il senatore Francesco Brioschi, sotto il quale si ebbe la completa statalizzazione dell'istituto e la scuola passò sotto il diretto controllo dello Stato. Il numero delle materie insegnate aumentò e gli anni di studio furono portati a quattro, di cui l'ultimo di tirocinio pratico per gli studenti.
Nel 1926 vi fu il trasferimento in via Celoria 2, nella zona dove vennero concentrate le facoltà scientifiche e venne denominata Città Studi.
Dal 1938 gli Istituti Superiori di Agricoltura italiani passarono dal Ministero dell'agricoltura e delle foreste al Ministero della pubblica istruzione e la scuola divenne "Facoltà di agraria" dell'Università di Milano; il Politecnico con le Facoltà di Ingegneria e Architettura.